# Wandy Tworek
Wandy Tworek (25. juni 1913 i København – 22. november 1990 i Sønder Stenderup nær Kolding) var en dansk violinist, der blev kendt som violinvirtuos samt entertainer med et smittende humør.
Han var søn af polske forældre, der var på vej mod USA, men valgte at slå sig ned i Danmark. Han blev uddannet som klassisk violinist af bl.a. Ebba Nissen og Erling Bloch og i 1944 debuterede han i Brahms' violinkoncert. Men allerede siden 15-års alderen havde han spillet violin offentligt og haft engagementer i National Scala og Lorry. Gennem 12 år var han trækplaster i Zigeunerhallen, hvor han for alvor fik sit folkelige gennembrud. I nogen tid var han sammen med Børge Rosenbaum (Victor Borge) om et stort komisk musikalsk nummer, som de turnerede med i Danmark samt i Norge og Sverige. Han var solist ved Radiosymfoniorkestrets torsdagkoncerter og uropførte Bela Bartoks solosonate for violin i Skandinavien.
I 1950'erne var han på flere turneer, der førte ham til England, Norge, Sverige, Frankrig, USA og Færøerne. Grønland (53 koncerter på 30 dage).
Han indspillede i 1940'erne og 1950'erne et stort antal grammofonplader (78-plader) med såvel klassiske som populære værker, dog er ingen af dem endnu tilgængelige på cd.
Han fik også udgivet egne kompositioner.
Wandy Tworek er bisat på Skt. Jørgens Kirkegård i Svendborg.

## Æresbevisninger
- 1945 Peder Møller Prisen (500 kr.)

## Indspilninger
- CD 1981 Nicolo Paganini (Wandy Tworek, violin og Laif Møller Lauridsen, guitar) White Puma Records – 7368

## Værker
- Capricietto – violin og klaver, Nyt nordisk Musikforlag 1945
- Boogie for two – violin og klaver, Engstrøm & Sødring Musikforlag 1953
- Jazzpromenade – sangstemme, klaver og orkester, Warnys Musikforlag 1963
- The highland polka – violin, klaver, kontrabas, guitar og slagtøj, Warnys Musikforlag 1963
- Elegie – violin og klaver, Warnys Musikforlag 1963
- Fordi jeg elsker dig – sangstemme og klaver, 1964

## Fodnoter
1. ↑  Wandy Tworek på gravsted.dk